# Osmar Coelho Claudiano
Osmar Coelho Claudiano ou simplesmente Osmar (Varginha, 23 de março de 1982) é um futebolista brasileiro que atuava como lateral-direito.

## Carreira
Revelado pelo América MG passou 5 anos no clube mineiro e logo depois se transferiu para o Santa Cruz onde teve o melhor momento da carreira , Osmar conseguiu em 2005 o acesso a Serie A do Campeonato Brasileiro se destacando e conquistando a torcida , e em 2006 jogou a Serie A no Santa Cruz sendo um dos únicos destaque na pífia campanha coral na elite do futebol , depois se transferiu para o rival Sport onde não se destacou e logo se transferiu para o São Caetano onde participou da regular campanha do time na Serie B . Em 2008 se transferiu para o Vila Nova onde teve uma passagem longa e foi destaque no Tigre (Alcunha do Clube Goiano) . Em 2010 se transferiu novamente para o Santa Cruz , clube do coração , para disputar a Serie D do Campeonato Brasileiro e mesmo com a boa campanha do time pernambucano na Serie D não conseguiu o acesso perdendo em Sobral para o Guarany de Sobral , e participou de uma das melhores campanhas do tradicional clube nordestino na Copa do Brasil de Futebol em 2010 eliminando o Botafogo no Rio de Janeiro por 3 x 2 , um dos grandes triunfos do tricolor na Copa do Brasil . No final de 2010 acertou com o ABC e não passou muito tempo e logo se transferiu para o América RN onde teve uma passagem apagado e seguiu para o Icasa onde também teve uma passagem apagada e logo seguiu para o Red Bull Brasil onde foi um dos destaques da equipe e foi para o ASA onde foi um dos principais jogadores da equipe na Serie B de 2012 e 2013 . Em 2014 , acertou com o Icasa para a disputa do Campeonato Cearense de 2014 e teve pouco destaque e acabou sendo liberado pelo clube cearense

## Títulos
América MG
- Copa Sul-Minas: 2000
- Campeonato Mineiro: 2001

Santa Cruz
- Campeonato Pernambucano de Futebol: 2005
- Copa Pernambuco: 2010

Sport
- Campeonato Pernambucano de Futebol: 2007
- Copa Pernambuco: 2007

América RN
- Copa Rio Grande do Norte: 2011

Volta Redonda
- Campeonato Brasileiro de Futebol de 2016 - Série D

### Prêmios individuais
- Melhor lateral direito do Campeonato Pernambucano: 2005